# Place d'Italie
La place d'Italie és una plaça del 13è districte de París.
Té un diàmetre de dos-cents metres i està situada al punt on es troben els bulevards Vincent-Auriol, de l'Hôpital i Auguste-Blanqui, així com les avingudes des Gobelins, de la Sœur-Rosalie, d'Italie, de Choisy i la rue Bobillot. L'esplanada amb el centre comercial Italie 2 va prendre el nom de place Henri-Langlois el 1995.

## Com arribar-hi
La Place d'Italie està servida per l'estació Place d'Italie, amb les línies     .

## Història

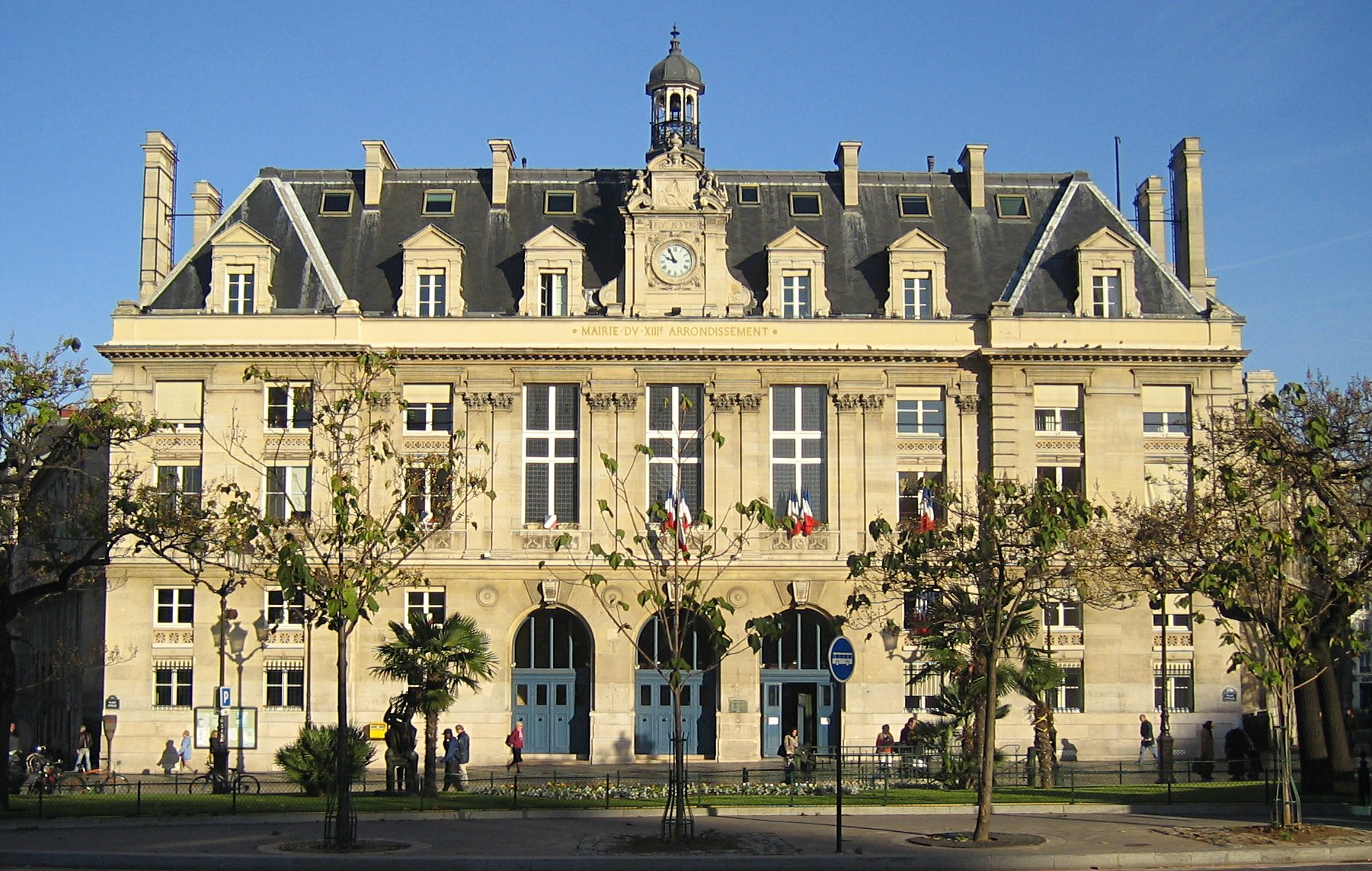
L'ajuntament del 13è arrondissement a la Place d'Italie

Deu el seu nom a la proximitat de l'avenue d'Italie: és el punt de partida de la carretera que uneix París amb Itàlia, que actualment és la carretera nacional N7.
Fins a l'extensió de París duta a terme pel baró Haussmann, la ubicació de la place d'Italie estava ocupada per una barrera del mur des Fermiers généraux, que separava París de Gentilly. Claude-Nicolas Ledoux hi havia construït dos pavellons de recol·lecta d'aranzels que foren incendiats el 1789 però que no van ser destruïts fins al 1877. És allà que el general Bréa va ser arrestat el 25 de juny del 1848 pels insurgents, poc abans de ser executat una mica més enllà, a l'actual avenue d'Italie.
L'annexió dels municipis limítrofs per París i la supressió de la barrera el 1860 van permetre construir una gran rotonda que havia de jugar el paper d'una espècie de place de l'Étoile de la Riba Esquerra. Va prendre l'espai de la barrera, així com d'una part del boulevard des Gobelins, del chemin de Ronde d'Ivry i dels boulevards d'Italie i d'Ivry.
Segons el projecte de l'operació Italie 13 dels anys 60, la place d'Italie havia de delimitar l'extrem d'un barri de gratacels al voltant de l'avenue d'Italie, amb la construcció d'una tour Apogée més elevada que la Tour Montparnasse. Aquest projecte va començar amb la construcció de sis gratacels d'uns cent metres d'alçada a prop de la plaça, però va ser annul·lat en gran part el 1975. Una espècie de màstil multicolor, concebut per l'arquitecte Kenzo Tange, ocupa avui en dia la ubicació prevista per a la tour Apogée.

## El cor del 13è districte
Com que és el punt on es troben els principals barris del districte (Gobelins, el barri asiàtic i Butte-aux-Cailles), la place d'Italie és un pas obligat per la circulació d'automòbils i de la majoria de línies de metro i bus. És un punt de trànsit entre les afores i el centre de París o entre el barri de Montparnasse i la Riba Dreta. Hi ha un dels centres comercials més grans de París.
Finalment, és un lloc amb una important vida nocturna, amb els restaurants i cinemes de l'avenue des Gobelins. Es pot dir que el conjunt del 13è districte convergeix a la place d'Italie, excepte el barri de Paris Rive Gauche, al costat del Sena.